# V/H/S
V/H/S è un film horror prodotto negli Stati Uniti nel 2012. La pellicola è formata da una serie di cortometraggi horror e da una trama base per rendere il tutto più logico. È stato girato da più registi: Matt Bettinelli-Olpin, David Bruckner, Tyler Gillett, Justin Martinez, Glenn McQuaid, Joe Swanberg, Chad Villella, Ti West, Adam Wingard.

## Trama
(Wendy)

### Trama base
Un gruppo di giovani teppisti registra con una telecamera i suoi crimini, che vanno dal distruggere case allo spogliare, contro la loro volontà, le donne per vendere il tutto a un porno reality. Cercano in tutti i modi di “migliorare” i loro atti di violenza inaudita, fino a quando un misterioso personaggio li ingaggia per un'enorme somma per rubare soltanto una singola videocassetta VHS all'interno di una villa.
Entrati all'interno dell'abitazione, i giovani trovano l'unico occupante morto davanti a una serie di televisori lampeggianti. Liberi di vagare per la casa, i criminali scoprono moltissime cassette VHS, ma nessuna è quella richiesta dal loro “capo”. Durante la ricerca, uno dei criminali rimane indietro e, non sapendo che cosa fare, incomincia a guardare le videocassette messe nel registratore, rimanendone sconvolto.

### Amateur Night
Shane, Patrick e Clint sono tre amici che stanno pianificando di soddisfare la loro voglia di sesso. Usano l'ingenuo Clint per registrare il tutto, girando così un porno amatoriale. Il ragazzo, infatti, dovrà soltanto guardare loro mentre hanno un rapporto sessuale, dato che il videoregistratore si nasconde nei suoi occhiali. Usciti per le strade della città, cambiano continuamente locale, fino ad arrivare in una discoteca dove incontrano Lisa e le sue frivole amiche. Lisa socializza soprattutto con Shane, mentre una misteriosa ragazza, Lily, una delle amiche di Lisa, si comporta in maniera molto strana. È inoltre ossessionata da Clint a tal punto che non fa altro che ripetergli: “Mi piaci”.
Sbattuti fuori da una discoteca, il gruppo si recherà nella camera di motel affittata dai tre ragazzi, dove Lisa e Shane si sbaciucchiano, fino a quando la ragazza non sviene per aver bevuto fin troppo alcool. Shane si arrabbia e cerca quindi di provarci con Lily, che stranamente sarà proprio lei “a dominare li gioco”, rivelando una forza incredibile. Anche Patrick vorrebbe unirsi alle danze, ma quando lo fa, Lily gli morde la mano. Clint consiglia a Shane di interrompere il rapporto sessuale con lei visto che sembra essere anormale – e addirittura non umana, per via della deformazione dei piedi –, ma l'amico non lo ascolta. Gradualmente Lily si trasforma in qualcosa di maligno, che uccide prima Shane e poi Patrick, staccandogli i genitali.
Clint, l'unico rimasto, cercherà di scappare via, ma Lily lo raggiunge e incomincerà a praticargli una fellatio. Notando che il ragazzo non prova piacere, la ragazza incomincerà a piangere, lasciando che Clint esca in strada. Anche l’ultimo ragazzo non avrà però scampo, portato in cielo da una Lily trasformata completamente in una specie di demone alato.

### Second Honeymoon
Sam e Stephanie viaggiano per tutti gli Stati Uniti per la loro seconda luna di miele. Stephanie, per ricordare i bei momenti che avrebbero vissuto, incomincia a registrare tutto quello che fanno. Arrivati nel bel mezzo del Selvaggio West, la donna decide di farsi predire il futuro da un apparecchio. Le viene rivelato che presto la sua vita subirà una svolta e che si ricongiungerà con una persona che non vedeva da tempo.
Quella stessa sera, una ragazza bussa nella loro camera d'albergo e chiede a Sam di darle un passaggio l'indomani fino alla prossima meta. Nonostante l'uomo non conosca la ragazza, non può far a meno di avere un senso di apprensione per averla incontrata. Mentre la coppia dorme profondamente, la ragazza entra di nascosto in camera e ruba 100$ dal portafoglio di Sam. Il giorno successivo, l'uomo accusa la moglie per la scomparsa dei soldi. Sam e Stephanie arrivano al Grand Canyon, in Arizona, facendo varie foto e divertendosi come non mai. A notte fonda, quando entrambi dormono, la stessa donna entra di nuovo nella loro camera d'albergo e sgozza Sam. Successivamente si scopre che la donna non è altro che l'amante di Stephanie e insieme a quest'ultima ha organizzato il tutto per liberarsi della presenza del marito, fuggendo poi con la sua anima gemella.

### Tuesday the 17th
Joey, Spider e Samantha vengono invitati dalla loro amica Wendy in campeggio nei pressi di un lago. In realtà dovrebbe essere solo un'uscita tra donne, ma la ragazza ha deciso di invitare anche i ragazzi. Tuttavia il campeggio non è affatto come sembra. La telecamera presenta varie interferenze, come diverse comparse di cadaveri dal nulla che i ragazzi interpretano come un mal funzionamento dell'apparecchio. All'improvviso, però, appare un essere incorporeo che solo la telecamera può individuare. Dopo aver scoperto della morte di Spider e Samantha, Wendy non ne rimane sorpresa e si dirige da Joey, rivelandogli la verità: lei li ha invitati a campeggio per usarli come esca. Anni prima i suoi amici vennero uccisi da quel mostro, ma nessuno volle crederle.
La creatura ucciderà Joey e affronterà Wendy faccia a faccia. La ragazza, rimasta da sola, terrà all'inizio testa al nemico, ma poi verrà colpita alle spalle e uccisa.

### The Sick Thing that Happened to Emily when She was Younger
Emily, studentessa di medicina all'università, parla col suo ragazzo, James, attraverso una video chat, gli racconta di sentire vari rumori nell'appartamento e di avere un eritema sul braccio che le dà continuamente fastidio. La ragazza crede che ci siano dei fantasmi a casa sua, ma James, alquanto scettico, ci crederà soltanto quando la ragazza gli sbatterà in faccia le prove dell'esistenza del fantasma.
Dopo che Emily ha avuto un contatto ravvicinato con la presenza, sviene. James entra nell'appartamento e opera la ragazza, rimuovendole un feto datole dalla presenza, che si rivelerà un alieno. L'uomo ha sempre saputo dell'esistenza degli alieni e da sempre collabora con loro, facendo diventare Emily una specie di incubatrice per creare nuovi alieni. Il giorno seguente Emily crede che tutto sia avvenuto nella sua testa e chiede scusa a James per averlo infastidito. Il ragazzo dice di amarla, spegnendo la telecamera e accendendone un'altra dove una ragazza lo saluta con entusiasmo, non consapevole che sarà soltanto un'altra vittima degli alieni.

### 10/31/98
Halloween 1998: Chad, Matt, Tyler e Paul vengono invitati a una festa di Halloween, ma quando arrivano a destinazione trovano l'abitazione deserta. Notano che delle mani escono fuori dalle mura, ma credono che siano soltanto delle decorazioni. Scoprono loro malgrado che niente è finto e che dentro la casa sta avvenendo un rituale satanista che ha come vittima sacrificale una giovane donna. I ragazzi scapperanno terrorizzati, ma decidono di tornare indietro per salvare la donna. Riusciti a sconfiggere i suoi carnefici – che stranamente scompaiono all'improvviso, come se fossero soggetti a una legge più forte di loro – riescono a liberare la vittima, ma si rendono conto che un'entità malvagia è nell'aria. Scappati di casa, la donna scompare all'improvviso, per poi riapparire davanti a loro imprigionandoli dentro un'auto, situata tra i binari del treno. In realtà la donna stessa è il demonio. Disperati, gli amici vengono uccisi investiti dal treno.

### Epilogo
I ragazzi avvertono una strana presenza che sembra girovagare per casa come se niente fosse, scomparendo e riapparendo all'improvviso. Tornati nella stanza dove avevano trovato il cadavere del vecchio, scoprono che è misteriosamente scomparso. I giovani scopriranno loro malgrado che il vecchio è diventato uno zombie, che non lascerà a nessuno il privilegio di uscire da quella casa vivi.